# Morane-Saulnier

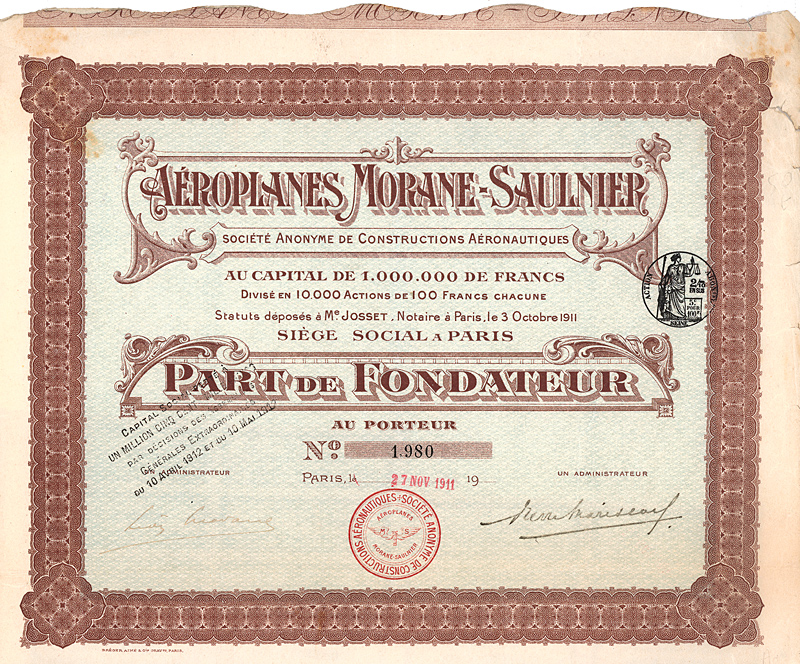
Part de Fondateur der Aeroplanes Morane-Saulnier S.A. vom 27. November 1911

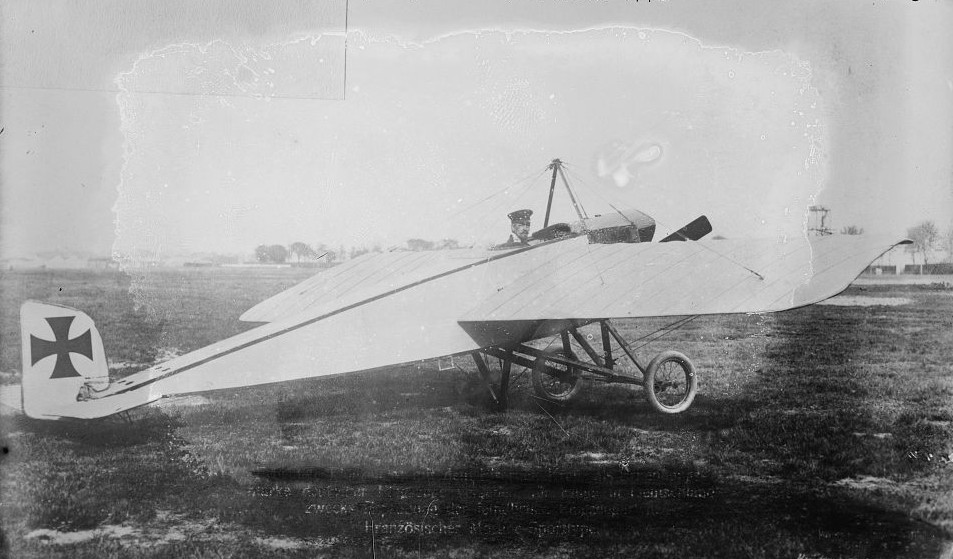
Morane-Saulnier G

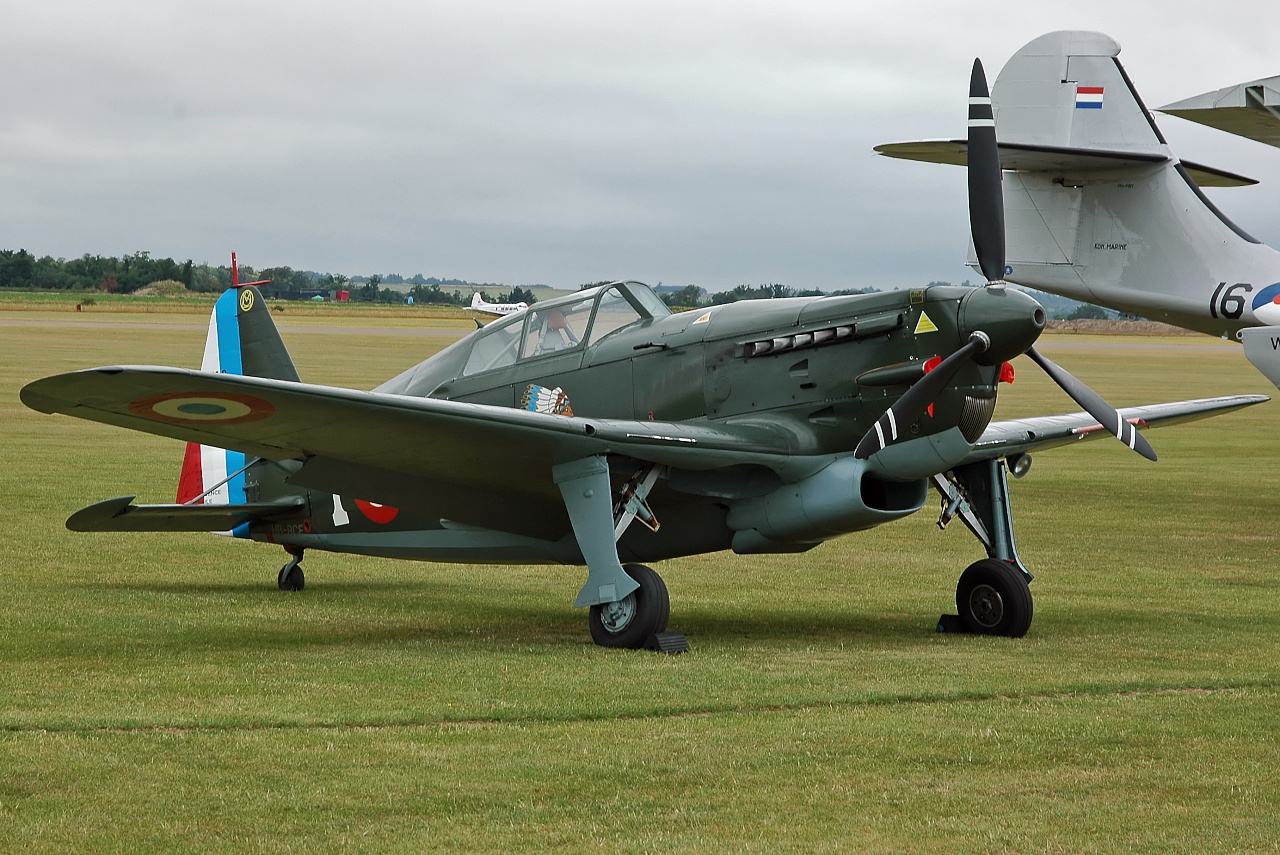
Morane-Saulnier MS.406

Das Unternehmen Morane-Saulnier war ein französischer Flugzeughersteller.

## Beschreibung
Gegründet wurde das Unternehmen unter dem Namen Société Anonyme des Aéroplanes Morane-Saulnier am 10. Oktober 1911 in Puteaux von den Brüdern Léon und Robert Morane sowie deren Freund Raymond Saulnier. Eine weitere Quelle bestätigt 1911. Eine andere Quelle gibt dagegen den 10. Oktober 1910 an.
Im Laufe der Unternehmensgeschichte wurden in dem Unternehmen etwa 140 unterschiedliche Flugzeugtypen entwickelt, davon war die MS.406 mit 1.081 Exemplaren das am meisten gebaute und wichtigste Jagdflugzeug der Armée de l’air vor der Kapitulation Frankreichs im Zweiten Weltkrieg. Der bekannte französische Jagdpilot Roland Garros war bei Morane-Saulnier als Testpilot beschäftigt.
Im Jahre 1963 wurde die Gesellschaft von dem Unternehmen Potez übernommen. Eine andere Quelle gibt den 7. Januar 1962 an. Eine weitere Quelle bestätigt den Januar 1962. Danach hieß es Société d'exploitation établissements Morane-Saulnier. Endgültig verschwand der Name Morane-Saulnier im Mai 1965 bei der Verstaatlichung der französischen Luftfahrtunternehmen. Fortan firmierte das Unternehmen unter der Firma Socata.
Der Flugzeugname „Morane“ wird heute jedoch auf deutschen Flugplätzen nahezu ausschließlich für die Baureihen Morane-Saulnier M.S.880 Rallye und Morane-Saulnier M.S.890 Rallye verwendet, welche die bekanntesten Nachkriegsflugzeuge dieses Unternehmens sind.